# アルメニア・ソビエト社会主義共和国

アルメニア社会主義ソビエト共和国
アルメニア・ソビエト社会主義共和国
アルメニア共和国
Հայաստանի Սոցիալիստական Խորհրդային Հանրապետություն (アルメニア語)
Социалистическая Советская Республика Армения (ロシア語)
Հայկական Սովետական Սոցիալիստական Ռեսպուբլիկա (アルメニア語)
Армянская Советская Социалистическая Республика (ロシア語)
Հայաստանի Հանրապետություն (アルメニア語)
Республика Армения (ロシア語)

国の標語: Պրոլետարներ բոլոր երկրների, միացե՜ք（アルメニア語）
万国の労働者よ、団結せよ!国歌: Հայկական Սովետական Սոցիալիստական Հանրապետություն օրհներգ（アルメニア語）

アルメニア・ソビエト社会主義共和国国歌
（歌詞付き）
 
（演奏のみ）
 
アルメニア・ソビエト社会主義共和国の位置

アルメニア・ソビエト社会主義共和国（アルメニア・ソビエトしゃかいしゅぎきょうわこく、アルメニア語: Հայկական Սովետական Սոցիալիստական Հանրապետություն、ロシア語: Армянская Советская Социалистическая Республика）は、1920年にアルメニア第一共和国を倒して成立した社会主義共和国である。1922年にグルジア・アゼルバイジャンとともにザカフカース社会主義連邦ソビエト共和国を介してソビエト連邦構成共和国となり、1936年にその2国と分離してからも1991年のソビエト連邦の崩壊まで存在した。アルメニア史上、それまで農業国から工業国への転換を果たしたターニングポイントでもあった。

## 歴史

### 共産化（レーニン時代）

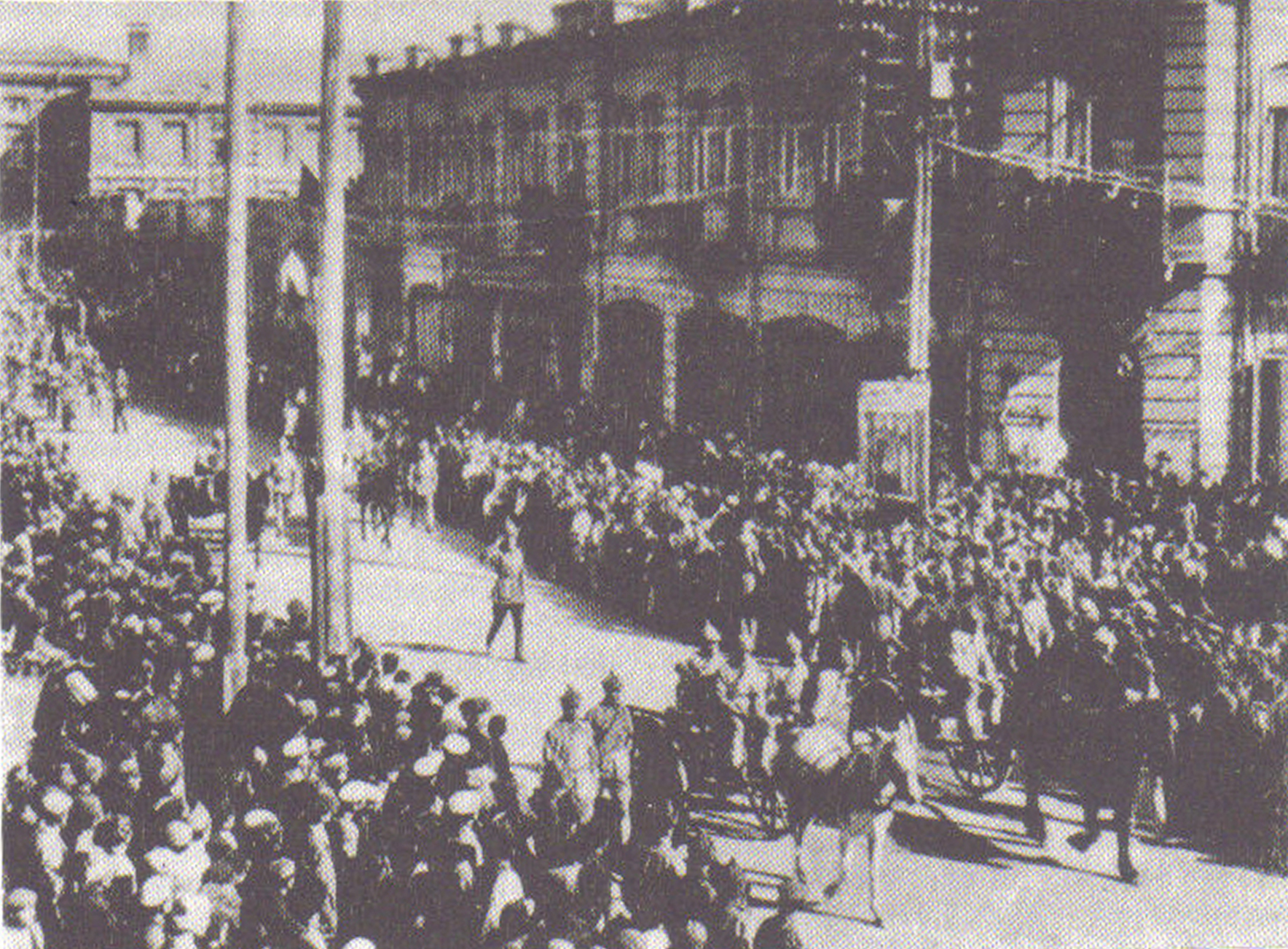
エレヴァンに進駐する赤軍第11軍（1920年）

1828年から1917年のロシア革命に至るまで、アルメニアはエリヴァニ県としてロシア帝国の一部に組み込まれていた。二月革命後、南カフカースでは社会民主主義勢力が台頭し、3国はそれぞれグルジアのメンシェヴィキ、アゼルバイジャンのミュサヴァト党、アルメニアのダシュナク党の指導の下に共同してザカフカース民主連邦共和国を形成、ロシア帝国からの独立を果たした。しかし、翌1918年3月のオスマン軍の侵入によって連邦は崩壊し、5月にグルジアはドイツ軍の保護下で、アゼルバイジャンはオスマン軍の影響下で、そしてアルメニアはダシュナク党の指導下でそれぞれ個別に独立を宣言した。
ところが、こうして独立したアルメニア第一共和国も、オスマン帝国の後を継いだトルコ共和国とのアルメニア・トルコ戦争で疲弊したところを赤軍に侵攻され、短期間のうちに共産主義勢力へ権力を移譲した。エレヴァンに暫定軍事革命員会が発足したのは、1920年12月3日午前0時のことである（この委員会は5人の共産主義者と2人の左派ダシュナク党員からなっていた）。続く1921年から翌年までに1,400人の元第一共和国軍将校が逮捕され、リャザンの収容所へ送られた。
1921年、トルコとアルメニア、グルジア、アゼルバイジャンの各ソビエト共和国の間でカルス条約が結ばれ、これによってトルコはアジャリアを手放す代わりにカルス地方を得ることが定められた。この時にトルコ側に割譲された地域の中には、中世アルメニアの首都であったアニや、アルメニア人の精神的シンボルであるアララト山が含まれていた。さらにその後、ロシア・ソビエト連邦共和国民族問題人民委員であったヨシフ・スターリンは、ナヒチェヴァンとナゴルノ・カラバフもアゼルバイジャンの領土とすると決定した。この2つの地域はどちらも、1920年にボリシェヴィキがアルメニアの領土であると保証していたはずのものであった。
1922年3月12日から1936年12月5日までの間、アルメニアはグルジアとアゼルバイジャンと共にザカフカース社会主義連邦ソビエト共和国を構成した。この頃のアルメニア革命委員会はサルキス・カシヤンやアヴィス・ヌリジャニャンといった、若く経験の浅い急進的共産主義者によって率いられていた。彼らのとった政策は、国家の厳しい情勢や紛争による人民の疲弊を考慮しない、威圧的な手法によるものであった。ソビエト・アルメニアの歴史家であるバグラット・ボリヤンは1929年に次のように書いている。
地元のチェーカーによって引き起こされたこのような徴発行動とテロに対して、共和国の元指導者たちに率いられたアルメニア人たちは、1921年2月に反乱を起こし、エレバンから共産勢力を一度は追放している。しかし、グルジアを支配していた赤軍が呼び戻され、反乱は鎮圧された。
やがてモスクワは、それらの強硬な政策が地元住民との乖離を招いていると気付き、よりアルメニア人の心情に通じた経験豊富な穏健派のアレクサンドル・ミャスニコフを現地に派遣した。さらに同時期にネップが重なり、アルメニアは相対的に安定した状態となった。この頃のアルメニアはオスマン帝国末期の激動とは対照的な平穏を保ち、人民は中央政府から薬品や食糧などの物資を受け取り、また識字率にも大幅な向上が見られた。一方で、アルメニア使徒教会には共産主義の下で苦難の時代が続いた。

### スターリン時代
1924年1月にレーニンが死去すると、ソ連の最高権力はスターリンの手に渡った。それに伴い、アルメニアの社会・経済政策も変化を迎えた。1936年12月、ザカフカース連邦はスターリン憲法によって解体され、アルメニア、グルジア、アゼルバイジャンの3つの社会主義共和国として分割された。スターリン支配による25年間でアルメニアの状況は悪化した。工業化と教育政策が厳格に規定され、ナショナリズムは厳しく抑制された。
教会はアルメニア人虐殺とロシア帝国の同化政策によりすでに弱体化していたが、スターリンはさらに教会を迫害する措置を講じた。1920年代には教会の私有財産が没収され、司祭は迫害を受けた。1930年にはアルメニア人ディアスポラのいる各国との関係改善のため、一時期教会への弾圧は緩和された。1932年にはホレン1世がカトリコスに叙されている。しかし、1930年代後半になると教会に対する当局の攻撃は再開され、この年代にアルメニア・カトリック教会からの7人とアルメニア・プロテスタント教会からの1人を含めた160人以上の司祭が逮捕され、そのうち91人が銃殺された。1938年4月6日に大粛清の一環としてホレン1世が殺害され、8月4日にエチミアジンの総本山が閉鎖されたことで、弾圧は頂点に達した。だが、教会は地下へ潜伏し、あるいはディアスポラの間に信仰を伝えることで命脈を保った。
大粛清は教会のみならず、共産党員に対しても犠牲をもたらした。1937年9月、スターリンはアルメニア人の中央政治局員アナスタス・ミコヤンの忠誠心を試すために、300人の名前の入ったリストを持たせ、オールド・ボリシェヴィキが中核をなしていたアルメニア共産党 (en) の人員整理を監督させるためにエレヴァンへ派遣した。リストに従って党指導者のヴァガルシャク・テル＝ヴァガニャンはモスクワ裁判の最初の被告として処刑され、同じく党幹部のアガシ・ハンジャンも中央政治局員ラヴレンチー・ベリヤに殺害された。この時、ミコヤンは友人1名の名を粛清リストから削ったが、その友人は見せしめとしてアルメニア共産党でのミコヤンの演説中にベリヤによって逮捕された。最終的に1,000人が逮捕され、その中にはアルメニアの政治局員9人のうちの7人も含まれていた 。その後、ベリヤはアルメニアでの自身の影響力を増すために、政治局に贔屓の部下を多く登用した。
アクセル・バクンツやイェギシェ・チャレンツなど、多くの科学者や芸術家も亡命を余儀なくされるか粛清の対象となった。歴史家のアルメナク・マヌキャンの推定によれば、1930年から1938年までにアルメニアでは1万4904人が大粛清の犠牲となり、うち4,639人が殺害されたという（このうち4,530人は1937年から1938年の間に銃殺された）。
ソ連の多くの少数民族と同様、アルメニア人も数万人単位で粛清や強制移住の対象とされた。1936年にスターリンとベリヤはアルメニアの人口を70万人まで減らしてグルジアへ併合することを目論んで、アルメニア人をシベリアへ追放した。1944年には、およそ20万人のヘムシン人がグルジアからカザフスタンやウズベキスタンへ移住させられた。1948年にはギリシャ人とダシュナク党の支持者5万8千人が沿海地域からカザフスタンへ移住させられている。

#### 大祖国戦争期

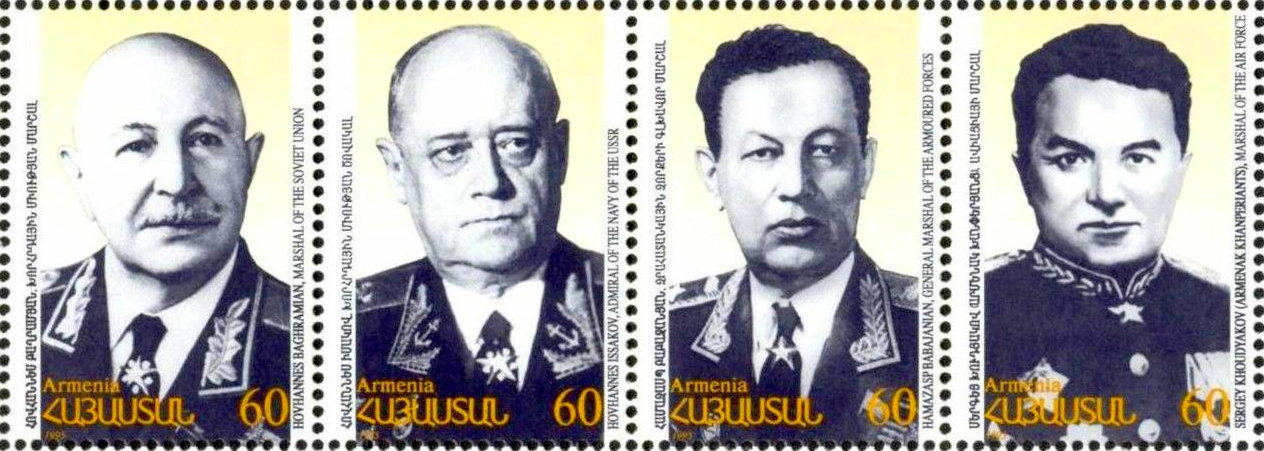
4人のアルメニア人元帥。左から、
イワン・バグラミャン、
イワン・イサコフ、
アマザスプ・ババジャニャン、
セルゲイ・フジャコフ。

ソ連の西部地域は大祖国戦争に沿って甚大な被害を受けたが、アルメニアを含めた南カフカースは主戦場にならず、破壊と荒廃を免れている。しかし、アルメニアは食糧、人材、戦争物資の供給地として大きな役割を担った。推定で30万人から50万人のアルメニア人が出征し、そのうち半数が戻らなかった。ソ連邦英雄の最高位を与えられた者も数多い。60人以上のアルメニア人が将校となり、最終的に元帥までなった者も4人いる。一方で、ドイツの捕虜となったアルメニア人の中には収容所でのリスクと引き換えにドイツ軍に仕えることを選んだ者もいた。彼らは戦後、他の多くのソ連兵捕虜と同様にスターリンによってシベリアのグラーグへ送られた。
ソ連政府は戦意高揚のために従来のナショナリズムの抑圧政策を転換した。アルメニア語の小説が再版されるようになり、アルメニア史の英雄ダヴィト・ベクを扱った映画も1944年に制作されている。教会に対する規制も一時的に緩和された。1945年にはゲヴォルク6世が新たなカトリコスに選出され、エチミアジンへの常駐を許された。
ドイツが降伏すると、アルメニア共産党第一書記のグリゴリ・アルチュノフや他のアルメニア人ディアスポラは、かつてカルス条約でトルコに割譲されたカルス地方を取り戻すことを再考するよう、スターリンに働きかけた。1945年3月、ソ連のヴャチェスラフ・モロトフ外相は1925年に調印されていたソビエト・トルコ友好条約（期限満了まではまだ8か月残されていた）の破棄を通告し、トルコに対してカルス地方の返還を要求した。同年秋までにはすでにカフカースの赤軍はトルコへの侵攻を目的として編成されたが、これに対してトルコには超大国と化していたソ連に対抗できるだけの力はなかった。しかし、その後の冷戦によってトルコがNATOに加盟すると、アメリカの軍事介入を恐れたソ連は1953年5月にトルコに対する領土の要求を取り下げた。

#### 戦後
スターリンは戦争によって疲弊したアルメニア経済の復興を期待して、アルメニアの人口増大と労働力強化のためにディアスポラを積極的に国内に呼び寄せるキャンペーンを開始した。帰還の費用をソ連政府が負担したために、多くのディアスポラがこれに応え、1946年から48年までに推定15万人のディアスポラがキプロス、フランス、ギリシャ、イラク、レバノン、シリアなどから帰還し、エレバン、レニナカン、キロヴァカンなどに定着した。彼らには食品券やよい住宅などの優遇措置が与えられたために、在来のアルメニア人との間に衝突がもたらされた。ソ連で話されていた東アルメニア語とは異なる西アルメニア語を話すディアスポラは、在来のアルメニア人からは「兄弟」(aghbars) と呼ばれるようになり、当初は冗談交じりに使われていたこの単語は、やがて侮蔑語へと変わっていった。
しかし、ディアスポラに対するソ連政府の扱いが際立ってよかったわけではなかった。1946年にオデッサに到着した際に彼らは金やダイヤモンドや布などすべての持ち物を没収され、たとえソ連に失望したとしても国を出ることは許されなかった。元ディアスポラの多くが秘密警察の監視対象とされ、民族主義組織との関わりを疑われてシベリアなどの収容所送りとなった。

### フルシチョフ・ブレジネフ時代

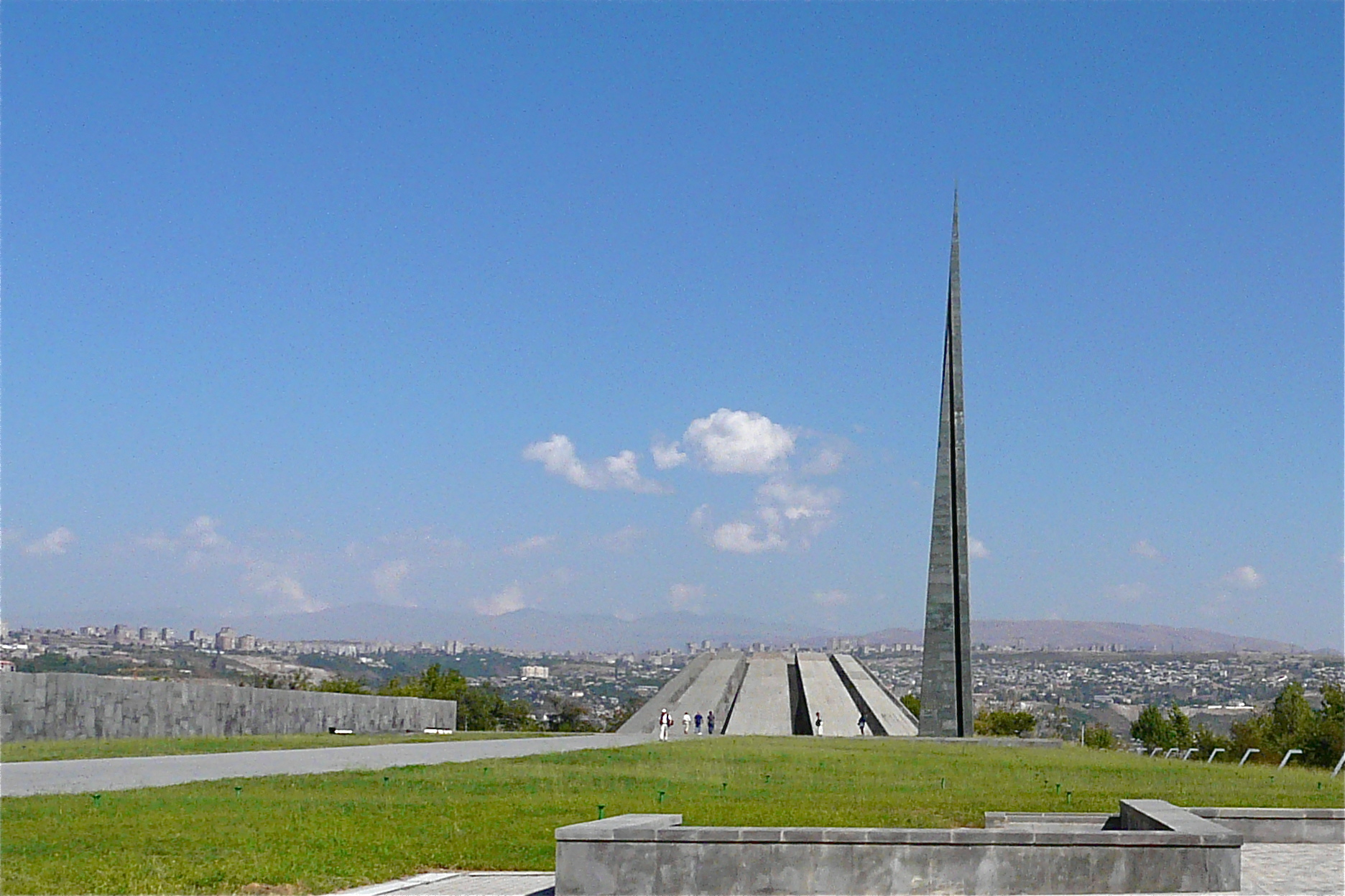
ツィツェルナカベルト（アルメニア人虐殺記念館）。モニュメントは高さ44メートル。

1953年にスターリンが世を去り、新たなソ連指導者となったニキータ・フルシチョフは1956年にスターリン批判を行い、体制に変化が訪れた。消費財や住宅に重点を置くフルシチョフの政策により、アルメニアは急速に文化的・経済的復興を始めた。教会に対しても僅かに自由が与えられ、1955年にはヴァズゲン1世がカトリコスに選出された。
1954年、ミコヤンはエレバンでの演説でアルメニアの党官僚に批判を加え、ラッフィやチャレンツなどの禁止されていた文学作品の再版を許可し、奨励すると述べた。エレバンにそびえていたスターリン像は1962年に軍によって一晩で撤去され、その跡にはアルメニアの母の像が置かれた。
1964年にレオニード・ブレジネフが権力を握ると、フルシチョフ時代の改革は停止され、ソ連の製品は質、量ともに不足するようになった。その影響は建材にも表れ、1988年にアルメニア地震が発生した際も、揺れで倒壊したのはブレジネフ時代に建てられた建造物がそれ以前の時代のものよりも多かった。
ソ連政府はナショナリズムに対する警戒を続けていたが、それでもスターリン時代よりも制限は弱まり、1965年4月24日には10万人 のアルメニア人が、1915年のアルメニア人虐殺への抗議、そしてナゴルノ・カラバフ、ナヒチェヴァンとオスマン帝国内の歴史的なアルメニア人居住地域（いわゆる西アルメニア）の回復を訴えてエレヴァンでデモを行っている 。当局はこれを受けて1967年に虐殺を追悼するモニュメント「ツィツェルナカベルト」を、1968年には50年前の対オスマン戦争でのサルダラパートの戦いを顕彰するモニュメントを建造した。4月24日は公式に記念日として定められ、この日に行進を行うことも許可されるようになった。

### ゴルバチョフ時代

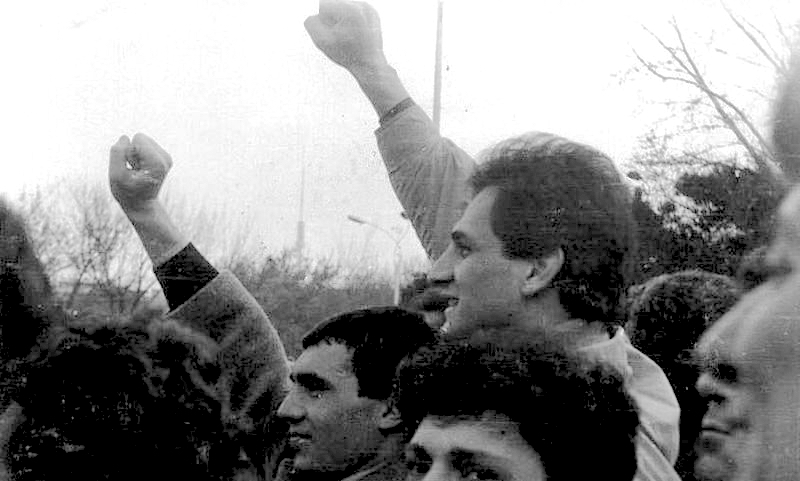
ナゴルノ・カラバフ併合を支持するデモ（1988年、エレバン）

1986年、ミハイル・ゴルバチョフによってグラスノスチとペレストロイカが導入されると、スターリン時代にカザフスタンに強制移住させられたヘムシン人が、アルメニアへの帰還を求めて請願を開始した。しかし、ムスリムである彼らの帰還によってキリスト教徒のアルメニア人との間に民族紛争が発生することを恐れたソ連政府は、その要求を拒否した。
だが、民族紛争はそれとは別の原因で発生した。かつてボリシェヴィキがアルメニアとの約束を反故にしてアゼルバイジャンへ編入したナゴルノ・カラバフ自治州で、そこに住むアルメニア人たちがナゴルノ・カラバフの「アゼルバイジャン化」を懸念し、同地とアルメニアの統合を求める運動を開始した。ナゴルノ・カラバフのアルメニア人を支援するデモが共産党の制止を無視してエレヴァンでも行われ、非公認団体の推計で100万人以上がこれに参加した。アゼルバイジャン側もカウンター・デモを奨励した。アルメニア側はゴルバチョフに対してナゴルノ・カラバフの併合を求める請願を行ったが、ゴルバチョフがこれを拒否したために、それまでアルメニア人の間で好意的に見られていたゴルバチョフの評判は下落した。
さらに、同年12月7日にスピタクで数万人が死亡するアルメニア地震が発生した際も、中央政府に先んじて救援活動を行ったのが対アゼルバイジャン強硬派の非公認団体「カラバフ委員会」であったため、彼らに対する支持からアゼルバイジャンとの関係も悪化した。ほどなくしてアゼルバイジャンのスムガイトで多数の死者を出す民族暴動（スムガイト事件）が発生し、これが後のナゴルノ・カラバフ戦争へと繋がってゆく。

### 独立
ソ連中央政府の威信が低下するなか、1989年11月末の第29回党大会において、アルメニア共産党はソ連共産党からの自立を宣言した。同年にはカラバフ委員会を中心として新党「アルメニア全国民運動」が結成され、ソ連憲法の改正で導入された複数政党制に基づく1990年5月の最高会議選挙で、全国民運動のレヴォン・テル＝ペトロシャンが共産党のウラジーミル・モフセシャン (ru) を破って議長に就任した。軍事組織も前年にはソ連軍から独立した活動を行っており、その非公式活動はすでに共産党の手を離れていた。
1991年2月9日には社会政治団体法によって共産党が事実上非合法化され、同年の8月クーデターで中央政府の保守派が敗れたことを受け、9月23日、アルメニア最高会議はソビエト連邦からのアルメニアの独立を宣言した。

## 政治・経済
| 年度   | 総人口     | 都市人口   | 農村人口   |
| ------ | ---------- | ---------- | ---------- |
| 1913年 | 100万人    | 10万4千人  | 89万6千人  |
| 1920年 | 78万人     | 11万2千人  | 66万8千人  |
| 1926年 | 88万1千人  | 16万7千人  | 71万4千人  |
| 1939年 | 128万2千人 | 36万6千人  | 91万6千人  |
| 1959年 | 176万3千人 | 88万2千人  | 88万1千人  |
| 1970年 | 249万3千人 | 148万2千人 | 101万1千人 |

アルメニア・ソビエト社会主義共和国も他のソビエト連邦構成共和国と同様に、政治権力は最高司法府と最高裁判所を内包するアルメニア最高会議(Հայկական ՍՍՀ Գերագույն Խորհուրդ)にあった。この一院制の最高会議では人民6千人に1人の割合で選ばれた代表が4年の任期を務め、そのうち民族会議には32の代表がいた。一方、地区市町村の代表の任期は2年間であった。1936年にスターリン憲法が制定されてからは、アルメニアでも18歳以上の男女に対して普通選挙権が与えられたが、代表候補者は共産党などの推薦を受けた者が各選挙区に1人だけ置かれたため、上のような選挙も単なる信任投票に過ぎなかった。
最高裁判所判事は最高会議によって選出され任期は5年間、検察官はソビエト連邦検事総長 (ru) によって任命され任期は5年間であった。
反体制組織としては、1960年代後半からソ連からのアルメニア独立を訴える地下組織「民族統一党」が活動を開始し、1977年にはその元党員らがモスクワ地下鉄で爆弾テロを行い7人を殺害している。彼らは秘密裁判の後に処刑されたが、これをKGBによる謀略とする説もある。
私有財産を禁止するソ連の経済体制に対してはアルメニアの農民が活発な抵抗を繰り返していたが、1929年秋から私有農地の国有化が政府によって開始された。同年末にコルホーズ化されていた農村世帯の割合は3.5パーセントであったが、1936年には80パーセントに、1947年には99.7パーセントに達した。同時期には工業化も開始され、工業生産額は1940年に1913年の9倍に達し、1950年には産業総生産額に占める工業総生産額も81パーセントまで上昇した。しかし代償として村落や家族のあり方は破壊され、農村の住民は都市への定住を強制され、民間企業も事実上消滅した。また、自然環境にも悪影響が生じた。
工業化が進んでからは鉱業や冶金が主要産業となり、1980年の各ソビエト共和国の中でアルメニアのモリブデン精鉱と硫酸銅の生産高は2位、製錬銅の生産高は3位であったが、化石燃料に関してはほとんどをアゼルバイジャンと北カフカスからの輸入でまかなっていた。元来が資源に乏しいアルメニアでは、産業の維持のため中央政府からの利益誘導が必要となり、見返りとして政治家への賄賂も横行した。
1980年の国内総発電量は3,516メガワットで、うち原子力発電が815メガワット、水力発電が945メガワットであった。

## 社会

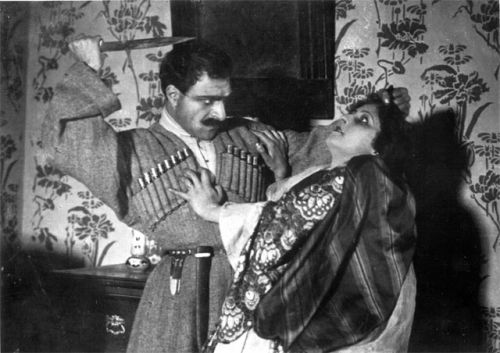
「ナムス」（1925年制作）

1923年から数年の間、ソ連中央政府は党活動家の民族の偏りを防ぐために、各共和国にそれぞれの母語を普及させる「コレニザーツィヤ」（土着化政策）を行った。アルメニアでは、当局が50歳までのすべての文盲の市民に学校に出てアルメニア語を学ぶよう義務付け、さらに一時期は全機関のあらゆる等級の職員がアルメニア人で占められるに至った。『歴史・言語学ジャーナル』(en) を始めとしたアルメニア語の新聞や雑誌が多数発行され、1921年にエチミアジンに文化・歴史研究所が、1920年代と30年代にはエレバン・オペラ劇場が設立された。また、ソ連の教科書ではカフカス、とりわけアルメニアがソ連の「領土内で最古の文明を持っている」と書かれた。ソ連政府は感染症の予防にも取り組み、1963年にアルメニアでマラリアが根絶された。
1930年代に中央政府がコレニザーツィヤを正反対のロシア語化政策に転換した後も、アルメニアではロシア語化は遅れ、1938年までロシア語は中高等教育で必修とされなかった。また、他の共和国とは違いザカフカス3国ではそれぞれの母語が憲法上の公用語であり続けた。
スポーツの分野では1950年代に9個の金メダルを獲得した体操選手のアルベルト・アザリャンやボクシング世界チャンピオンのダヴィト・トロシャンなど、卓上ゲームではチェスの世界チャンピオンチグラン・ペトロシアンなどの強豪を輩出し、画家のマトリオス・サリヤンや作曲家のアラム・ハチャトゥリアンといった芸術家も生み出している。
最初の国産映画は1925年制作の『ナムス』であり、最初の国産トーキーは1935年制作の『ペポ』である（監督はどちらもアモ・ベク＝ナザーロフ）。最初のラジオ放送は1926年にエレバンで始まり、1956年にはエレバン・テレビセンターも開設された。ラジオとテレビの放送はアルメニア語、ロシア語、アゼルバイジャン語、クルド語で行われた。